# Rainbow Warriors
Pour les articles homonymes, voir Rainbow Warrior.
Rainbow Warriors est un roman de science-fiction d'Ayerdhal sorti en 2013.

## Résumé
Geoff Tyler, ancien général américain, se voit confier la tête d'une armée privée pour renverser le dictateur d'un état africain. Cette armée composée de 10 000 soldats est uniquement composée de personnes lesbiennes, gays, bisexuelles et transgenres.

## Accueil
Le roman a reçu le prix Bob-Morane 2014 et le prix Rosny aîné 2014.